# Gouania longipetala
Gouania longipetala là một loài thực vật có hoa trong họ Táo. Loài này được Hemsl. mô tả khoa học đầu tiên năm 1868.